# Femei însingurate
Femei însingurate (titlul original: în germană Zum zweiten Frühstück: Heiße Liebe) este un film vest-german de comedie erotică, realizat în 1972 de regizorul Hubert Frank, protagoniști fiind actorii Frank Glaubrecht, Ingeborg Steinbach, Ingrid Steeger, Ingrid van Bergen. 

## Conținut
Un reporter este interesat de un fenomen exploziv numit „văduvele verzi” (în germană "Grünen Witwen"), asta denumind femeile drăguțe care sunt total neglijate și lăsate singure de soții lor. 
Pe măsură ce investighează mai îndeaproape această tendință, întâlnește obiceiuri inacceptabile ale soțiilor total infidele care pur și simplu își trăiesc nevoile nesatisfăcute, în afara căsătoriei...

## Distribuție
- Frank Glaubrecht – reporterul
- Ingeborg Steinbach – Grüne Witwe
- Ewa Strömberg – Grüne Witwe
- Ingrid Steeger – Grüne Witwe
- Ingrid van Bergen – Grüne Witwe
- Andreas Mannkopff – un soț
- Jürgen Großmann – un soț
- Rolf Schumacher – un soț
- Michael Büttner – un soț
- Anna Kristina – prietena reporterului
- Barbara Nielsen – Karen
- Marlene Rahn – Eva
- Evelyn Gutkind-Bienert – Grüne Witwe
- Rena Bergen – Lisa
- Dorit Henke – Anke
- Herbert Rüdiger – un iubit
- Bernd Kummer – Klaus
- Hans Hardt – un iubit

## Critici
Lexikon des internationalen Films vede în această peliculă, un „film erotic ieftin mascat într-un raportaj despre văduvele verzi”. 